# Solimán bajá (hijo de Orhan I)
Solimán bajá (en turco: Süleyman Paşa) (1316-1356) fue un príncipe otomano, primer hijo de Orhan I y de su primer esposa Eftandise Hatun
Se destacó en las fuerzas al mando de su padre, en las campañas contra el Imperio bizantino.
En 1354, en apoyo al emperador Juan VI Cantacuzeno, aliado de su padre, cruzó el estrecho de los Dardanelos con setenta mil hombres y ocupó la despoblada Galípoli, en la costa europea de dicho estrecho. Este acontecimiento fue trascendental: era la primera vez que los turcos se asentaban en Europa. Con su posterior colonización turca, Galípoli constituyó la punta de lanza del avance otomano en Europa.
Poco después murió durante una partida de caza antes de que pudiera suceder a su padre.